# Masnedø
Masnedø ist eine dänische Insel im Storstrømmen zwischen Sjælland und Falster bei Vordingborg. Die Meerenge zwischen Masnedø und Seeland wird Masnedsund genannt. Die Storstrømsbroen verbindet Falster und Masnedø, die Masnedsundbroen Masnedø und Sjælland. Über die Insel und über die Brücken führt die Bahnstrecke Ringsted–Rødby Færge und die Sekundærrute 153 zwischen Seeland und Falster.
Die Insel ist 1,68 km² groß und hat 155 Einwohner (1. Januar 2023). und gehört zur Kirchspielsgemeinde (dänisch Sogn) Vordingborg Sogn, die bis zur dänischen Kommunalreform von 1970 zur Harde Bårse Herred im damaligen Præstø Amt gehörte. Danach gehörte sie zur Vordingborg Kommune im damaligen Storstrøms Amt, die mit der nächsten dänischen Kommunalreform 2007 in der erweiterten Vordingborg Kommune in der Region Sjælland aufging.
Von 1912 bis 1915 wurde auf der Insel das Masnedø Fort zur Sicherung der Verbindung zwischen Seeland und Falster erbaut. Als Deutschland 1940 Dänemark besetzte, fand hier der weltweit erste Angriff mit Fallschirmjägern statt, um die Brücken zu sichern. Das Fort wurde nur von drei dänischen Soldaten bewacht und war nicht kampfbereit. Ab 1952 diente es als Lager und 1973 wurde vom Militär geräumt. Heute ist es öffentlich zugänglich, es fanden dort Kunstausstellungen und ein Rock-Festival statt.